# AS Cherbourg
AS Cherbourg – francuski klub piłkarski z siedzibą w Cherbourgu.

## Historia
Protoplastą Association Sportive Cherbourg jest Stella Cherbourg, klub założony w roku 1906. Na owe czasy piłkarze Stelli byli najmocniejszym zespołem w mieście i regionie. Odnosili przed II wojną światową sukcesy, szczególnie w rozgrywkach Pucharu Francji. W roku 1929 dotarli nawet do 1/16, gdzie zostali wyeliminowani przez Stade Rennes (2:1). Pięciokrotnie natomiast - w latach: 1921, 1930, 1933 1937, 1940 docierali do 1/32.
Po wojnie, w roku 1945, głównie na bazie Stelli oraz przy współudziale dziesięciu innych organizacji sportowych powstał klub o nazwie: Association Sportive Cherbourg-Stella.
W roku 1955 zespół ACSC został mistrzem Normandii division d´honneur i awansował do rozgrywek CFA (Championnat de France Amateurs) grupy Ouest. Po rocznym pobycie spadli, by z kolei rok później ponownie awansować. Tym razem jednak zostali w CFA trzy sezony. W międzyczasie dwukrotnie (1952 i 1958) dotarli do 1/16 Pucharu Francji.
Rok 1960 to początek znaczącego rozdziału w historii klubu. Najpierw dokonana została korekta w nazwie - od tego roku obowiązuje nowa, aktualna do dzisiaj - Association Sportive Cherbourg. 
Ponadto klub uzyskuje status zawodowego i sezon 1960/61 piłkarze grają już w Division 2, czyli drugiej klasie rozgrywkowej. Pozostali w niej siedem lat, czyli do sezonu 1966/67. W okresie gry w Division 2 piłkarze odnoszą sukcesy w kolejnych edycjach Pucharu Francji. I tak w latach 1964 i 1965 docierają do 1/8 finału, by rok później, po wyeliminowaniu w 1/8 LOSC Lille (1:0), przegrać dopiero w ćwierćfinale z późniejszym triumfatorem Racing Club Strasbourg 1/0.
Po spadku w roku 1967 z Division 2, piłkarze AS Cherbourg nigdy później już do niej nie wrócili, grając na niższych szczeblach rozgrywkowych. 

## Sukcesy
- ćwierćfinał Pucharu Francji: 1966.
- 7 sezonów w Division 2: 1960-67.

## Znani piłkarze w klubie
| - Julien Féret - Richard Socrier - Sébastien Maté - Jacques Simon - Marek Kostrzewa - Romuald Chojnacki - Krzysztof Iwanicki | - Cédric Baseya - Pape Amadou N'Diaye - Papiss Cissé - Amara Ahmed Ouattara - Bébé Kambou - Victor Correia - Richmond Forson |

## Trenerzy
- Sid Kimpton (1946-1950)
- Maurice Lafont (1967-1968)
- Hubert Velud (2004-2005)
- Hervé Renard (2005-2007)
- Emile Rummelhardt (1962-1967)